# Возрождение (Пензенская область)
 Возрождение  — поселок Пензенского района Пензенской области. Входит в состав Засечного сельсовета.

## География
Находится в центральной части Пензенской области на расстоянии приблизительно 4 км на юго-восток от областного центра города Пенза на правобережье Суры.

## История
Создан как сельскохозяйственная коммуна «Возрождение» в начале 1920-х годов. В 1930 году учтен один дом. В 1955 году колхоз имени Хрущева. В 2004 году 45 хозяйств.

## Население
Численность населения: 42 человека (1926 год), 85 (1930), 206 (1959), 172 (1979), 138 (1989), 124 (1996). Население составляло 62 человека (русские 71 %, мордва 28 %) в 2002 году, 93 в 2010.